# Gaynor Minden
Gaynor Minden è il nome commerciale di Gaynor Minden, Inc., un'azienda statunitense che produce scarpe, abbigliamento, accessori e materiale didattico per la danza.

## Storia
Gaynor Minden è stata fondata nel 1992 da marito e moglie John Minden ed Eliza Gaynor Minden nel loro appartamento di New York City. Il suo unico prodotto era la scarpetta da punta brevettata che Eliza, una devota ballerina dilettante, aveva progettato e sviluppato negli otto anni precedenti: la prima scarpa da punta a utilizzare con successo materiali moderni nella sua costruzione.
Nel 1993, Gaynor Minden ha aperto una boutique nel salotto di un brownstone del XIX secolo nel quartiere Chelsea di Manhattan, dove i clienti indossano scarpe da punta da uno staff di ballerini appositamente formati e ex ballerini. Gaynor Minden vendeva anche scarpe per corrispondenza utilizzando questionari dettagliati e tracciati dei piedi e ha aperto un'attività all'ingrosso che serve negozi di abbigliamento da ballo specializzato. Nel 1996 John Minden si è assicurato il domain dancer.com, rendendo Gaynor Minden la prima scarpa da punta disponibile su Internet.
La linea originale di scarpe da punta è cresciuta ampiamente e ora include una vasta gamma di opzioni di dimensioni, forma, rigidità e raso per le scarpe di serie. Ulteriori personalizzazioni sono disponibili su ordine speciale. Tutte le scarpe da punta sono fatte a mano a Lawrence nel Massachusetts.
La distribuzione si estende a oltre 80 paesi e a oltre 200 importanti compagnie di balletto.
"Aiutiamo i ballerini a prosperare."

I ballerini sono artisti che meritano niente di meno del meglio che l'intelligenza e l'immaginazione umana possono offrire. Per servire al meglio i ballerini, è essenziale riconoscere che sono atleti oltre che artisti e che il corpo della ballerina è il suo strumento. Gaynor Minden si dedica alla creazione e alla produzione di prodotti che rispettano lo strumento, avvantaggiano l'artista e migliorano l'arte". - Gaynor Minden 

## Il logo
"Il nostro logo rappresenta la révérence, uno dei rituali più belli del balletto. A volte semplice, a volte con coreografie elaborate, la révérence esemplifica le tradizioni del balletto di cortesia, dignità, eleganza e rispetto.

La maggior parte delle lezioni di danza classica termina con la révérence: inchini e inchini che riconoscono l'insegnante, l'accompagnatore e l'importanza della classe stessa. E alla fine di un'esibizione, i ballerini non si limitano a fare un inchino; fanno una cortese révérence per esprimere il loro apprezzamento per il loro partner, per il loro direttore e per l'applauso del pubblico".

## Prodotti
Gaynor Minden è specializzata in scarpe e abbigliamento specifici per ballerini, ma nel corso degli anni ha ampliato la sua offerta per includere mezzepunte tecniche, body, collant, warmups, accessori, tutù e ausili per la formazione adatti ad altri tipi di danza oltre al balletto.

## Produzione di scarpe da punta
L'esclusivo sistema di produzione di Gaynor Minden impiega injection molded, thermoplastic elastomeric shanks e toe boxes, per la rigidità. L'ammortizzazione in uretano cellulare che assorbe gli urti e il rumore si trova in tutta la scarpa. L'esterno è in raso tradizionale e suola esterna in pelle scamosciata; le fodere sono trattate con ioni d'argento e abbinate direttamente al raso. Una coulisse elastica si apre sul lato.

## Danzatrici degne di nota che si affidano all'azienda[8]
- Gillian Murphy, prima ballerina, American Ballet Theatre
- Svetlana Zakharova, prima ballerina, Balletto Bol'šoj
- Ekaterina Kondaurova, prima ballerina, Balletto Mariinskij
- Zenaida Yanowsky, prima ballerina, Royal Ballet
- Alina Cojocaru, prima ballerina, English National Ballet
- Jurgita Dronina, prima ballerina, National Ballet of Canada
- Amanda Green, prima ballerina, Royal Winnipeg Ballet
- Igone de Jonge, prima ballerina, Dutch National Ballet
- Erica Cornejo, prima ballerina, Boston Ballet
- Viengsay Valdes, prima ballerina, Ballet Nacional de Cuba
- Evgenia Obraztsova, prima ballerina, Balletto Bol'šoj
- Ekaterina Shipulina, prima ballerina, Balletto Bol'šoj
- Olga Smirnova, prima ballerina, Balletto Bol'šoj
- Laura Bosenberg, prima ballerina, Cape Town City Ballet
- Claudia Mota, prima ballerina, Theatro Municipal do Rio de Janeiro
- Alina Somova, prima ballerina, Balletto Mariinskij
- Michaela DePrince, solista, Balletto nazionale olandese
- Maria Riccetto, prima ballerina, Ballet Nacional Sodre, Uruguay
- Nadia Muzyca, prima ballerina, Teatro Colón.